# Escala ECOG
La escala ECOG es una forma práctica de medir la calidad de vida de un paciente exclusivamente con cáncer u oncológico, cuyas expectativas de vida cambian en el transcurso de meses, semanas e incluso días.
Fue diseñada por el Eastern Cooperative Oncology Group (ECOG) de Estados Unidos y validada por la Organización Mundial de la Salud (OMS). Se publicó en 1982 por Oken et al. También se llama a la escala ECOG, escala WHO o Zubrod score.
La principal función de esta escala es la de objetivar la calidad de vida del paciente o "performance status".

## La escala
La escala ECOG valora la evolución de las capacidades del paciente en su vida diaria, manteniendo al máximo su autonomía. Este dato es muy importante cuando se plantea un tratamiento, ya que de esta escala dependerá el protocolo terapéutico y el pronóstico de la enfermedad.
La escala ECOG se puntúa de 0 a 5 y sus valores son:
| ECOG 0 | El paciente se encuentra totalmente asintomático y es capaz de realizar un trabajo y actividades normales de la vida diaria. |
| ECOG 1 | El paciente presenta síntomas que le impiden realizar trabajos arduos, aunque se desempeña normalmente en sus actividades cotidianas y en trabajos ligeros. El paciente sólo permanece en la cama durante las horas de sueño nocturno.                                                    |
| ECOG 2 | El paciente no es capaz de desempeñar ningún trabajo, se encuentra con síntomas que le obligan a permanecer en la cama durante varias horas al día, además de las de la noche, pero que no superan el 50 % del día. El individuo satisface la mayoría de sus necesidades personales solo. |
| ECOG 3 | El paciente necesita estar encamado más de la mitad del día por la presencia de síntomas. Necesita ayuda para la mayoría de las actividades de la vida diaria, como por ejemplo el vestirse.                                                                                              |
| ECOG 4 | El paciente permanece encamado el 100 % del día y necesita ayuda para todas las actividades de la vida diaria, como por ejemplo la higiene corporal, la movilización en la cama e incluso la alimentación.                                                                                |
| ECOG 5 | Fallecido. |